# Leandro Aragoncillo
Leandro Aragoncillo (nacido el 22 de septiembre de 1958) es un espía de origen filipino que se infiltró en la Vicepresidencia de los Estados Unidos con Al Gore y Dick Cheney.
Sargento artillero del Cuerpo de Marines de los Estados Unidos y analista de inteligencia del FBI, Aragoncillo fue acusado en 2005 de suministrar información secreta durante varios años a funcionarios filipinos, participando en un complot para derrocar a la presidenta filipina Gloria Macapagal Arroyo. También se le sospecha conectado con la Direction générale de la sécurité extérieure francesa. El FBI le considera el primer espía descubierto en la Casa Blanca. Al igual que otros espías notorios como Aldrich Ames, Karl Koecher, o Ana Belén Montes, Aragoncillo superó varias pruebas del detector de mentiras sin ser detectado jamás.
Aragoncillo fue condenado a diez años de prisión en 2007.